# The Fame Monster
The Fame Monster —en español: "El monstruo de la fama"— es el tercer extended play (EP) y segundo gran lanzamiento  de la cantante estadounidense Lady Gaga, publicado el 18 de noviembre de 2009 por el sello Interscope Records. Inicialmente concebido como una reedición de su álbum debut, The Fame (2008), el proyecto evolucionó para convertirse en un EP independiente en algunos mercados. La cantante justificó esta decisión al afirmar que las nuevas canciones presentaban una temática conceptual distinta, representando el lado oscuro de la fama en contraste con el optimismo de su debut, comparando ambos proyectos con el yin y el yang. 
El EP está compuesto por ocho nuevas canciones, en las que Gaga se desempeñó como coproductora de todas las canciones del disco, además de componerlas. En The Fame Monster trabajaron los productores RedOne, Space Cowboy, Fernando Garibay, Darkchild y Ron Fair, siendo la primera vez que trabaja con los tres últimos. Además, apareció como artista invitada del disco la cantante Beyoncé, quien participó en la canción «Telephone». Con un sonido dance y electropop, el álbum se inspira en la música disco, glam rock y synth-pop de las décadas de 1970 y 1980, así como en la música industrial y gótica, además de tomar referencias estéticas de la moda y los desfiles de pasarela. La cantante explicó que las canciones exploran los temores y miedos asociados al lado oscuro de la fama, utilizando la metáfora de «monstruos» para representarlos. Las dos portadas del álbum incluyen una versión de temática gótica que inicialmente fue rechazada por la discográfica, pero aprobada tras la insistencia de la artista.
El EP recibió críticas positivas por parte de la prensa especializada y una puntuación de 78/100 en Metacritic. Los críticos destacaron canciones como «Bad Romance» y «Dance in the Dark», además de alabar la composición y producción. Comercialmente, el álbum fue un éxito, alcanzando el número uno en países como Australia, Bélgica, Nueva Zelanda, entre otros. En los Estados Unidos, alcanzó el número cinco en el Billboard 200 y encabezó la lista Dance/Electronic Albums, siendo certificado cinco veces platino por la RIAA. En los premios Grammy de 2011, el EP recibió seis nominaciones, incluyendo la candidatura de álbum del año, y ganó el galardón al mejor álbum vocal de pop.
Los sencillos de The Fame Monster recibieron elogios de la crítica y lograron un notable éxito comercial. «Bad Romance», el sencillo principal, encabezó las listas en más de veinte países, ganó el Grammy a la mejor interpretación vocal de pop femenina y vendió doce millones de copias digitales a nivel mundial, según la IFPI. «Telephone» y «Alejandro» ingresaron al top 10 en múltiples territorios, mientras que «Dance in the Dark» tuvo un éxito moderado en las regiones donde fue lanzado. Para promover el álbum, la cantante realizó múltiples presentaciones en programas y llevó a cabo su segunda gira mundial, The Monster Ball Tour, desde 2009 hasta 2011. La gira, que se convirtió en la más taquillera de la historia para un artista debutante, incluyó 201 espectáculos y recaudó más de 227 millones de dólares, siendo vista por más de 2 5 millones de personas.

## Antecedentes y desarrollo

The Fame Monster surge de las experiencias personales de Gaga durante su gira The Fame Ball Tour (2009), donde enfrentó y transformó sus miedos en inspiración creativa.

Tras el éxito mundial de su álbum debut The Fame en 2008, Gaga empezó a conceptualizar un nuevo proyecto que explorara los aspectos oscuros de la fama. El primer indicio del nuevo disco se dio el 22 de mayo de 2009, cuando la cantante publicó un tuit con la palabra «Monster». Meses después, mientras trabajaba en el lanzamiento de los auriculares Heartbeats junto a Dr. Dre, Gaga comentó que planeaba lanzar un nuevo álbum, rechazando la idea de una reedición. «Creo que las reediciones son injustas. Es como si los artistas añadieran sencillos a una obra ya terminada solo para mantenerla a flote», explicó la cantante. Originalmente, su sello discográfico, Interscope Records, propuso incluir tres nuevas canciones en un relanzamiento titulado The Fame Monster. Sin embargo, Gaga expandió el concepto hasta convertirlo en un álbum independiente. La cantante explicó la temática del álbum durante una entrevista con el diario Daily Star, donde afirmó:

«Tengo una obsesión con la muerte y el sexo, dos elementos que también son el núcleo de las películas de terror, las cuales me han obsesionado últimamente. He estado viendo muchas películas de terror y de ciencia ficción de los años 50. Mi relanzamiento se llama The Fame Monster, así que he estado consumiendo de forma voraz y regurgitando películas de monstruos y todo lo relacionado con el miedo. He notado un resurgimiento de esta idea del monstruo, de la fantasía, pero de una manera muy real. Si prestás atención en esas películas, siempre hay una yuxtaposición entre el sexo y la muerte».

De acuerdo con Gaga, la obra representa un contraste más oscuro y profundo en relación con su álbum debut, comparándolos como yin y yang. El álbum fue moldeado, en gran parte, por las experiencias personales de la artista y su tiempo en la gira The Fame Ball Tour, donde enfrentó sus mayores miedos, transformándolos en metáforas. Estas se reflejaron en conceptos como el «monstruo del miedo al sexo», el «monstruo del miedo al amor» o el «monstruo del miedo al alcohol». Gaga confesó que muchas de estas vivencias ocurrieron en Europa del Este, lo que también influyó en los sonidos del álbum: un experimento pop con elementos industriales, ritmos góticos, melodías dance de los años 90 y la lírica melancólica del pop de los años 80.
The Fame Monster, lanzado oficialmente el 23 de noviembre de 2009, incluyó ocho canciones nuevas en su versión estándar. Se lanzaron también otras ediciones, como The Fame Monster Deluxe, que combinaba las canciones del álbum debut con las nuevas, y una versión Super Deluxe Fame Monster Pack, lanzada el 15 de diciembre de 2009, que contenía productos de la Haus of Gaga creados en colaboración con el diseñador Hedi Slimane. Para justificar su decisión de hacerlo un proyecto independiente, Gaga comentó: «Es un concepto completo que puede sostenerse por sí mismo. No necesita de The Fame. Para quienes no tengan mi primer álbum, hay ediciones que combinan ambos». Meses después, el 3 de mayo de 2010, se lanzó una edición en USB llamada The Fame Monster Limited Edition USB Drive, que incluía versiones explícitas de las canciones, remixes, videoclips, galerías de fotos y un libro digital.

## Contenido

### Título y enfoque
De acuerdo con la cantante, The Fame Monster explora el lado oscuro de la fama, abordando temas como el alcohol, el sexo y la soledad. Gaga explicó que las canciones reflejan sus propios miedos y ansiedades:

Para mi nuevo álbum, The Fame Monster, escribí acerca de todo lo que no escribí en The Fame. Mientras viajaba por el mundo, encontré varios monstruos, cada uno representado por una canción diferente en el disco: mi «miedo del monstruo del sexo», representado en «Monster»; mi «miedo del monstruo del alcohol», en «So Happy I Could Die»; mi «miedo del monstruo del amor», mi «miedo del monstruo de la muerte», mi «miedo del monstruo de la soledad», mi «miedo a mí misma», etc.

### Portada
Dos portadas fueron creadas para The Fame Monster, ambas fotografiadas por el diseñador y fotógrafo francés Hedi Slimane. En la primera, Gaga aparece con una peluca rubia y un abrigo negro de corte angular, cuyo cuello cubre la mitad inferior de su rostro. Esta composición remite a la portada de su álbum anterior, The Fame, aunque con un tono más sobrio y elegante. Andrew Unterberger, de Billboard, señaló que la imagen reflejaba una sensación de peligro en la mirada de la cantante y transmitía mayor profundidad a través de su austeridad, describiéndola como «una estrella, pero con mucho que decir». La segunda portada presenta a Gaga con una estética más cruda y personal. En ella, aparece con el cabello oscuro y desordenado, similar a su color natural, y un maquillaje negro que corre por su rostro simulando lágrimas. Según la propia artista, ambas imágenes responden a un concepto de yin y yang, simbolizando quién era antes y después de alcanzar la fama.
Inicialmente, Gaga tuvo desacuerdos con su sello discográfico, Interscope Records, que consideraba la portada con cabello oscuro demasiado gótica y sombría para un lanzamiento comercial. No obstante, la cantante defendió su visión, argumentando que ambas imágenes encajaban dentro del concepto dual del álbum y su exploración de los aspectos oscuros de la fama. Además, en la edición en vinilo de The Fame Monster, la portada con cabello rubio fue utilizada en el lado A, mientras que la de cabello oscuro apareció en el lado B. Sobre la estética del diseño, el logotipo del álbum emplea una tipografía  sans serif similar a la utilizada en las campañas publicitarias de Christian Dior. Gaga también destacó que, a diferencia de otros artistas pop, no quería proyectar una imagen glamorosa y convencional, sino algo con lo que sus seguidores pudieran identificarse, afirmando:

No quiero hacer una foto muy glamorosa de mí frotándome como todas las otras chicas. Quiero que mis fans vean esta imagen y digan «me siento como ella se siente».

## Contenido musical
The Independent consideró que la primera canción del álbum, «Bad Romance», marca el tono gótico del álbum, cuya atmósfera es dominante. La línea «I want your ugly; I want your disease...» en «Bad Romance» se refiere a Boney M, y la música recuerda al quinto álbum del grupo inglés Depeche Mode, Black Celebration (1986). La quinta canción del disco, «Dance in the Dark» hace referencia en su interludio a distintos famosos que tuvieron un final trágico, como por ejemplo Marilyn Monroe, Judy Garland, Sylvia Plath, Diana, Liberace y JonBenét Ramsey. En una entrevista con Los Angeles Times, Gaga explicó que la letra de la canción presenta un medio de expresión sobre cómo las personas se basan en motivaciones externas para afrontar la ansiedad interna. Concretamente, ella expresó:

«La protagonista no se siente libre sin la luna. Estas letras son una manera para mí de hablar sobre cómo creo que las mujeres y algunos hombres se sienten inseguros de sí mismos todo el tiempo. No es a veces, no es en la adolescencia, es siempre.
Ella no quiere que su pareja la vea desnuda. Ella será libre y dejará salir su animal interior siempre y cuando las luces estén apagadas.»

«Speechless» es una balada producida por Ron Fair, que según PopMatters es una obra de arte comparable a trabajos de Queen y Freddie Mercury. En «So Happy I Could Die», Gaga presenta una oda lésbica, y la letra trata, básicamente, sobre el alcoholismo. La canción, en algunas partes, utiliza auto-tune para la música. En «Alejandro», la letra trata sobre Gaga defendiéndose de un harén de hombres latinos, y la canción hace homenaje a ABBA y a Ace of Base. «Telephone» trata sobre la cantante prefiriendo estar en la pista de baile antes que atendiendo los llamados de su novio. Gaga explicó que la inspiración para escribir «Telephone» fue su miedo a la sofocación, a la asfixia. Originalmente, «Telephone» fue escrita por Gaga antes de que saltara al estrellato, y producida por Darkchild para el sexto álbum de estudio de Britney Spears, Circus. Dado que la canción fue excluida de este último, Gaga decidió convertirla en un dueto con Beyoncé e incluirla en The Fame Monster.

## Recepción

### Comentarios de la crítica
The Fame Monster tuvo una recepción favorable, recibiendo comentarios positivos de los críticos de música contemporánea. Al juntar las calificaciones de las críticas sobre un total de 100 puntos, de acuerdo con Metacritic, el disco obtuvo un 78 por ciento del total basados en 13 críticas.

Gaga interpretando «Bad Romance», uno de los temas más aclamados por los críticos, y a su vez, el sencillo más exitoso del disco.

Contó con la aprobación de varias revistas, entre ellas: BBC Online, The Independent, y The Daily Telegraph. De manera específica, Paul Lester de BBC Online, comentó que el álbum no es muy original, sin embargo, felicitó a la cantante por las ocho canciones y le dio la aprobación. Simon Price, de The Independent, elogió positivamente al álbum y lo llamó «una nueva pieza de arte.» Neil McCormick, del periódico británico The Daily Telegraph, comentó que «The Fame Monster tiene una calidad incontenible, y aunque no se luce tanto como su antecesor, mantiene la vivaz energía de Gaga y sus audaces melodías». Mikael Woods, del periódico Los Angeles Times, calificó al álbum con tres de cuatro estrellas, y afirmó que Monster sigue «demostrando la ambición creativa y la variedad estilística de la cantante». Michael Hubbard de MusicOMH elogió las canciones del disco. Sarah Hajibagheri del periódico británico The Times se sintió decepcionada con el álbum y comentó que «le faltaba el ritmo excéntrico de Gaga» y que lo único que lo salva es« el delicioso y demente 'Rah-rah-ah-ah-ah' en el coro de 'Bad Romance'». Bill Lamb de About.com le dio al álbum cinco de cinco estrellas y comentó que:

The Fame Monster es un álbum de pop conceptual que en estos tiempos deberías de tener. Claramente existen signos de influencias de algunas exitosas mujeres del pop que incluyen a Madonna, Annie Lennox and Debbie Harry, pero Gaga con mucha firmeza al álbum lo hace suyo. Si este disco es la dirección que toma el pop contemporáneo, estamos en buenas manos, en verdad.
Bill Lamb, crítico de About.com

De acuerdo con Edna Gundersen del periódico USA Today, el álbum suena igual a su predecesor, The Fame, excepto en dos canciones, «Bad Romance» y «Dance in the Dark». Además, cree que «el frío alejamiento de Gaga y la aversión, al parecer, a una conexión humana genuina, deja un vacío inquietante. Con un vanguardismo intelectual, excentricidades electro-pop y dramatismos dementes que compiten por atención, no hay lugar para el corazón». Sal Cinquemani de Slant Magazine sintió que el álbum no fue un gran salto para Gaga y comentó que «es instructivo sobre la manera en que Gaga rechaza toda intimidad con los demás». Además, calificó a «Bad Romance» y «Dance in the Dark» como destacadas en el disco. Kitty Empire del periódico británico The Observer calificó al disco con cuatro de cinco estrellas y lo denominó como «desquiciado». Aunque Kitty desestimó «Speechless» diciendo que las baladas son el punto débil de la cantante, alabó «Bad Romance» y llamó a Gaga "la nueva Madonna". De acuerdo con los críticos, «Bad Romance» y «Dance in the Dark» son las canciones que más se destacan en el disco.
En 2025, la revista Rolling Stone publicó su lista «Los 250 mejores álbumes del siglo XXI hasta ahora», que celebra los discos más influyentes de los primeros 25 años del siglo. Sobre The Fame Monster, que ocupa la posición número 20, mencionaron que «The Fame presentó a Gaga como una estrella, pero The Fame Monster la consolidó como una de las artistas pop más importantes de toda su generación. Este análisis oscuro y dance-pop sobre el amor y la vida como celebridad fue acompañado de un proyecto visual extravagante y definitorio de la época. Desde yacer junto a un cadáver en «Bad Romance», conspirar y matar junto a Beyoncé en «Telephone», hasta desafiar a la Iglesia Católica con «Alejandro», The Fame Monster marcó una era».

### Rendimiento comercial

Lady Gaga interpretando «Monster» en la gira The Monster Ball Tour.

En América del Norte el disco fue muy popular, debutando en la quinta posición en la lista estadounidense Billboard 200 con 174.000 copias legales del disco vendidas en su primera semana. El álbum encabezó la lista Dance/Electronic Albums reemplazando por una sola semana a The Fame. A menos de dos meses de su lanzamiento, la empresa de certificaciones discográficas de ese país, RIAA, le otorgó el reconocimiento de disco de platino, al vender más de un millón de unidades. Hasta el 25 de febrero de 2018, había vendido 1.64 millones copias en los Estados Unidos. De acuerdo con Nielsen Soundscan y Yahoo! music, las canciones del disco vendieron, en formato digital, más de 8.4 millones de unidades solo en los Estados Unidos, haciendo a Gaga la artista con más ventas digitales hasta julio de 2010. En Canadá, el éxito fue similar, alcanzando el segundo puesto de la lista Canadian Albums Chart.
En Europa el éxito del disco fue mejor. The Fame Monster alcanzó el primer puesto en Alemania, Irlanda, Polonia, Suiza y el Reino Unido. También entró en el repertorio de los diez álbumes más vendidos en Finlandia, Hungría, Italia, Noruega, Países Bajos, Suecia, República Checa y Rusia. Además de la buena recepción en ventas, fue certificado como disco de platino en Bélgica por la IFPI, dos veces platino en Francia por haber vendido más de 200.000 copias del disco, otorgado por la empresa SNEP, disco de platino en Hungría, y tres veces platino en Polonia y en Rusia, con 60.000 copias legales del disco vendidas en ambos países.
Por otro lado, en Oceanía, The Fame Monster recibió una buena recepción comercial. En Australia y Nueva Zelanda, el disco logró llegar al número uno en ambos países, logrando vender más 210.000 copias del disco en Australia, lo que condecoró como tres veces disco de platino, entregado por la empresa de certificaciones discográficas de ese país, ARIA, y cuatro veces disco de platino por la RIANZ en Nueva Zelanda con más de 60.000 copias del álbum vendidas.

## Promoción

### Presentaciones en vivo
La promoción del disco comenzó en el programa Saturday Night Live, cuando Gaga cantó el coro de «Bad Romance». El 16 de noviembre de 2009, la cantante interpretó la balada del disco «Speechless» en el Museo de Arte Contemporánea situado en Los Ángeles, donde colaboró con el artista Francesco Vezzolli y con miembros de la Bolshoi Ballet Academy de Rusia. Los productores de la serie televisiva estadounidense Gossip Girl invitaron a la cantante a interpretar «Bad Romance» en el décimo episodio de la tercera temporada. El episodio se tituló «The Last Days of Disco Stick» en referencia a la película americana The Last Days of Disco (1998) y a la canción de Gaga, «LoveGame».

Gaga cantando «So Happy I Could Die» en el The Monster Ball Tour.

«Bad Romance» fue interpretada por la cantante en distintos programas televisivos, tales como The Jay Leno Show y The Ellen DeGeneres Show. También interpretó «Speechless» y «Bad Romance» en la entrega anual de premios American Music Awards 2009. Entre otras presentaciones, se destacan su actuación en el programa The Oprah Winfrey Show, donde realizó un popurrí de las canciones «Monster», «Bad Romance» y «Speechless», su interpretación de «Poker Face», «Speechless» y «Your Song» junto con Elton John en la 52.ª entrega de los Premios Grammy, y su actuación en los Brit Awards 2010 dedicada a Alexander McQueen, quien había fallecido recientemente, en donde cantó una versión acústica de «Telephone» y un remix de «Dance in the Dark».
El 13 de mayo de 2010, Gaga fue invitada a la gala benéfica The Rainforest Concert Benefit, organizada por Sting en el Carnegie Hall de Nueva York. Gaga cantó «Speechless» y «Your Song» junto a Elton John. También interpretó junto con Elton, Sting, Bruce Springsteen, Debbie Harry y Shirley Bassey el tema «Don't Stop Believin'». Gaga estaba vestida con una minifalda blanca y pantimedias semitransparentes. Según New York Daily News su versión acústica de «Stand by Me», canción de Ben E. King fue «una sombría versión de una las canciones pop más fervorosas de todos los tiempos».
El 9 de julio de 2010, la cantante hizo una presentación gratuita en la calle con el apoyo del show televisivo The Today Show's Summer Concert Series, donde interpretó sus éxitos «Alejandro» y «Bad Romance», y también las canciones «Teeth» y «You and I». A pesar de la lluvia ese día, más de 20 mil fanáticos asistieron a la presentación en el Rockefeller Center de Nueva York, y al finalizar el show, la cantante dijo:

Gracias por hacer que mis sueños se realizaran. ¡Que venga la lluvia!.

En 2011, la cantante se presentó el 15 de mayo en el festival británico Radio 1's Big Weekend, que tuvo lugar en Carlisle. Allí, Gaga cantó «Bad Romance», «Alejandro» y «Telephone», junto con «Just Dance», «Poker Face», «Judas», «Born This Way» y «Yoü and I». Poco después, el 27 de mayo de 2011, durante el Summer Concert Series del programa de televisión Good Morning America, la cantante interpretó «Bad Romance» junto con otras canciones de su segundo álbum de estudio, Born This Way.

### The Monster Ball Tour
The Monster Ball Tour es la segunda gira musical de la cantante, realizada con el fin de promover The Fame Monster. Comenzó el día 27 de noviembre de 2009 en Montreal, Canadá,
 y finalizó en la Ciudad de México, México el 6 de mayo de 2011, contando con 201 espectáculos realizados en total. En total, la gira recaudó más de $227 000 000 y se estima que fue visto por más de 2.5 millones de personas.
Inicialmente, el artista de hip hop Kanye West y Gaga tenían planes de salir de gira juntos. Fame Kills: Starring Lady Gaga and Kanye West fue confirmada en septiembre de 2009. Luego de los MTV Video Music Awards 2009, West declaró públicamente que se alejaría de la industria musical y de los medios de comunicación tras la desafortunada intervención que hizo mientras Taylor Swift aceptaba un galardón en esa ceremonia. A pesar de todo, el itinerario de Fame Kills fue publicado, teniendo como fecha inicial el 10 de noviembre en Phoenix, Arizona. Sin embargo, poco tiempo después, la gira fue oficialmente cancelada sin dar explicaciones.
El rapero Kid Cudi y el cantante Jason Derülo fueron confirmados como teloneros para todas las fechas en América del Norte del tour. En diciembre de 2009, Gaga reveló que en los conciertos que daría a partir del 2010, cancelaría todo el concepto del show y empezaría desde cero. Ella sintió que la renovación del show fue necesaria ya que el concepto de la gira original fue construido en muy poco tiempo. La cantante dijo:

Es gracioso porque, después de que Kanye y yo nos separamos para esta gira, yo estaba realmente insegura de si podría conseguir un show a tiempo para mis fans, pero yo no quería decepcionarlos y tampoco quería no tener un show en navidad, y además de eso, tenía un nuevo disco que estaba saliendo al mercado [...] lo emocionante de este espectáculo es que fui capaz de armar algo que, en verdad, nunca lo habría hecho si hubiera tenido más tiempo. [...] Para la próxima versión del Monster Ball, que va a ser en febrero cuando empiezo en el Reino Unido con mi gira, cambio mi escenario. Mi equipo piensa que soy una completa psicótica. Pero no me importa lo que ellos piensen. [...] bueno, sólo para darte una idea, la etapa es aproximadamente cuatro veces el tamaño de la que estamos ahora y conceptualmente, es completamente diferente.

### Sencillos
«Bad Romance» es el primer sencillo del álbum. Su estreno fue realizado durante un evento del diseñador Alexander McQueen, en octubre de 2009. La versión oficial de «Bad Romance» fue subida en MySpace de Gaga el 21 de octubre, y tuvo más de un millón de reproducciones en dos semanas. Poco después, fue lanzado digitalmente en Estados Unidos y en Reino Unido. Por su parte, el vídeo musical fue dirigido por el director estadounidense Francis Lawrence. La línea de historia de éste, muestra a Gaga siendo secuestrada por modelos, quienes la drogan y la entregan a la mafia rusa. El vídeo musical de «Bad Romance» causó un gran impacto en Internet, más concretamente en la página YouTube, donde, tan solo seis meses después de su estreno, se convirtió en el primer vídeo que logró superar las doscientas millones de visitas. «Bad Romance» tuvo una gran recepción comercial. Se convirtió en un éxito N.º 1 en países como Austria, Bulgaria, Canadá y el Reino Unido. También logró llegar a la segunda posición en Australia, Nueva Zelanda Suiza y Estados Unidos, donde logró vender más de cuatro millones de copias.
«Telephone» es el segundo sencillo de The Fame Monster, y cuenta con la colaboración de la cantante R&B Beyoncé. Su primer lanzamiento radial fue en Estados Unidos, el 26 de enero del 2010, y luego digitalmente en Francia el 15 de febrero de 2010. El 2 de marzo fue relanzado digitalmente en Canadá, Reino Unido y otros países. Su video musical fue dirigido por el director sueco Jonas Åkerlund. El vídeo musical de «Telephone» es una continuación del vídeo de «Paparazzi». Además de aparecer Beyoncé en el vídeo, la banda neoyorquina Semi Precious Weapons reveló que harían un cameo para el vídeo. Comercialmente, «Telephone» se convirtió en un éxito. Logró llegar al N.º 1 en Bélgica, Irlanda y el Reino Unido, entre otros.
«Alejandro» es el tercer y último sencillo del álbum. Fue lanzado por primera vez radialmente en Estados Unidos el 20 de abril de 2010. El 18 de mayo de 2010 fue lanzado digitalmente en países como Bélgica, Canadá, Francia y los Países Bajos. La canción recibió críticas mixtas, mayormente positivas. Paul Lester de BBC consideró que «Alejandro» se movía a un ritmo propio de Ace of Bace. Stephen Thomas Erlewine de Allmusic consideró la canción como una "revisión actualizada de ABBA". Mikael Wood de Los Angeles Times llamó a la canción "burbujeante" y comparó su estilo con canciones de ABBA. Brian Fitzgerland de The Wall Street Journal comparó «Alejandro» con la canción «Who's That Girl» de Madonna. El vídeo musical de «Alejandro» fue dirigido por el fotógrafo estadounidense Steven Klein. Debido a que en el vídeo aparecen elementos religiosos, se desató un gran debate entre la Liga Católica por Derechos Religiosos y Civiles en los Estados Unidos y el director del vídeo. Tuvo una buena recepción comercial. Se convirtió en un éxito N.º 1 en Brasil, Finlandia, Polonia, Rusia y Taiwán. También entró en los cinco más vendidos en países como Australia, Austria, Canadá, Francia y los Estados Unidos, entre otros.

### Sencillos promocionales

Gaga cantando «Dance in the Dark» en la gira The Monster Ball Tour.

«Dance in the Dark» es el único sencillo promocional del disco, lanzado en Australia y Francia. La canción fue lanzada en las radio de éxitos contemporáneos el 26 de julio de 2010. Anteriormente, había sido lanzada como canción promocional junto con «Alejandro» en iTunes de Bélgica.
La canción recibió en su mayoría críticas positivas. Evan Sawdey de PopMatters comentó que «Dance in the Dark» es un "trabajo retro, deliciosamente sucio para hacer un cóctel pop sorprendentemente efectivo." Sal Cinquemani de Slant Magazine declaró que la canción es uno de los aspectos más destacados de The Fame Monster. Michael Hubbard de MusicOMH alabó la canción por su "coro monumental." Por su parte, Edna Gunderson de USA Today llamó a la canción "cursi". Bill Lamb de About.com alabó la canción diciendo que:

Es una épica y trágica canción pop, pesada y ventosa con un coro que te incita a cantar con ella, es una de las mejores en el repertorio de Gaga. Este es uno de mis favoritos tipos de pop porque tiene muchas capas. El ritmo te golpea, y puedes crear un ambiente fluido de baile, pero la melodía pregunta educadamente por ti para cambiar. Gaga sin problemas hace cortes y giros lejanos en el cielo del pop.

«Dance in the Dark» tuvo una buena recepción en el país, donde llegó al puesto N.º 24. Además, la canción entró en las listas de Canadá, Hungría y Reino Unido gracias a las descargas digitales. El 11 de noviembre de 2009, en Canadá, la canción debutó en el puesto N.º 88, donde estuvo solo una semana. El 30 de noviembre de 2009, «Dance in the Dark» debutó en la novena posición de la lista húngara Mahasz. En Reino Unido, la canción debutó en el N.º 89, donde se mantuvo una sola semana.
Otras canciones notables
Además de los sencillos, algunas de las canciones de The Fame Monster lograron entrar en varios países aun sin ser lanzados como sencillos.
| «Monster»              | —  | —  | 6  | 29 | 68  | —  |
| «Speechless»           | 67 | 94 | —  | —  | 88  | —  |
| «So Happy I Could Die» | —  | —  | 10 | —  | 84  | 53 |
| «Teeth»                | —  | —  | —  | —  | 107 | —  |

## Lista de canciones
- Edición estándar

| The Fame Monster |                           |                                                                    |                                  |          |  |
| N.º              | Título                    | Escritor(es)                                                       | Productor(es)                    | Duración |  |
| 1.               | «Bad Romance»             | Lady Gaga & RedOne                                                 | RedOne y Lady Gaga*              | 4:55     |  |
| 2.               | «Alejandro»               | Lady Gaga & RedOne                                                 | RedOne y Lady Gaga*              | 4:34     |  |
| 3.               | «Monster»                 | Lady Gaga, RedOne & Space Cowboy                                   | RedOne y Lady Gaga*              | 4:09     |  |
| 4.               | «Speechless»              | Lady Gaga                                                          | Ron Fair y Lady Gaga*            | 4:31     |  |
| 5.               | «Dance in the Dark»       | Lady Gaga & Fernando Garibay                                       | Fernando Garibay y Lady Gaga*    | 4:49     |  |
| 6.               | «Telephone» (con Beyoncé) | Lady Gaga, Lazonate Franklin, Lashawn Daniels, Darkchild & Beyoncé | Darkchild y Lady Gaga*           | 3:41     |  |
| 7.               | «So Happy I Could Die»    | Lady Gaga, RedOne & Space Cowboy                                   | Lady Gaga, RedOne y Space Cowboy | 3:55     |  |
| 8.               | «Teeth»                   | Lady Gaga & Taja Riley                                             | Taja Riley y Lady Gaga*          | 3:41     |  |

| iTunes bonus track |                                 |                    |          |  |
| N.º                | Título                          | Escritor(es)       | Duración |  |
| 9.                 | «Bad Romance (Starsmith Remix)» | Lady Gaga & RedOne | 4:56     |  |

- Edición deluxe — edición limitada

| CD 1: The Fame Monster |                        |                                                                    |                                  |          |  |
| N.º                    | Título                 | Escritor(es)                                                       | Productor(es)                    | Duración |  |
| 1.                     | «Bad Romance»          | Lady Gaga & RedOne                                                 | RedOne y Lady Gaga*              | 4:55     |  |
| 2.                     | «Alejandro»            | Lady Gaga & RedOne                                                 | RedOne y Lady Gaga*              | 4:34     |  |
| 3.                     | «Monster»              | Lady Gaga, RedOne & Space Cowboy                                   | RedOne y Lady Gaga*              | 4:09     |  |
| 4.                     | «Speechless»           | Lady Gaga                                                          | Ron Fair y Lady Gaga*            | 4:31     |  |
| 5.                     | «Dance in the Dark»    | Lady Gaga & Fernando Garibay                                       | Fernando Garibay y Lady Gaga*    | 4:49     |  |
| 6.                     | «Telephone»            | Lady Gaga, Lazonate Franklin, Lashawn Daniels, Darkchild & Beyoncé | Darkchild y Lady Gaga*           | 3:41     |  |
| 7.                     | «So Happy I Could Die» | Lady Gaga, RedOne & Space Cowboy                                   | RedOne, Lady Gaga y Space Cowboy | 3:55     |  |
| 8.                     | «Teeth»                | Lady Gaga & Taja Riley                                             | Taja Riley y Lady Gaga*          | 3:41     |  |

| CD 2: The Fame |                                                                             |                                                         |          |  |
| N.º            | Título                                                                      | Escritor(es)                                            | Duración |  |
| 1.             | «Just Dance» (con Colby O'Donis)                                            | Lady Gaga & RedOne                                      | 4:01     |  |
| 2.             | «LoveGame»                                                                  | Lady Gaga & RedOne                                      | 3:36     |  |
| 3.             | «Paparazzi»                                                                 | Lady Gaga & Rob Fusari                                  | 3:28     |  |
| 4.             | «Poker Face»                                                                | Lady Gaga & RedOne                                      | 3:57     |  |
| 5.             | «Eh, Eh (Nothing Else I Can Say)»                                           | Lady Gaga & Martin Kierszenbaum                         | 2:55     |  |
| 6.             | «Beautiful, Dirty, Rich»                                                    | Lady Gaga & Rob Fusari                                  | 2:52     |  |
| 7.             | «The Fame»                                                                  | Lady Gaga & Martin Kierszenbaum                         | 3:42     |  |
| 8.             | «Money Honey»                                                               | Lady Gaga, RedOne & Bilal Hajji                         | 2:50     |  |
| 9.             | «Starstruck» (con Space Cowboy & Flo Rida)                                  | Lady Gaga, Martin Kierszenbaum, Space Cowboy & Flo Rida | 3:37     |  |
| 10.            | «Boys Boys Boys»                                                            | Lady Gaga & RedOne                                      | 3:22     |  |
| 11.            | «Paper Gangsta»                                                             | Lady Gaga & RedOne                                      | 4:23     |  |
| 12.            | «Brown Eyes»                                                                | Lady Gaga & Rob Fusari                                  | 4:06     |  |
| 13.            | «I Like It Rough»                                                           | Lady Gaga & Kierszenbaum                                | 3:22     |  |
| 14.            | «Summerboy»                                                                 | Lady Gaga, Brian Kierulf & Josh Schwartz                | 4:16     |  |
| 15.            | «Disco Heaven» (Bonus en ediciones internacionales)                         | Lady Gaga, Rob Fusari & Tom Kafafian                    | 3:42     |  |
| 16.            | «Again Again» (Bonus en ediciones de Reino Unido, Japón y Australia)        | Lady Gaga & Rob Fusari                                  | 3:04     |  |
| 17.            | «Retro Dance Freak» (Bonus en ediciones de México, Alemania, Japón, Brasil) | Lady Gaga & Rob Fusari                                  | 3:22     |  |

- Edición limitada USB Drive

| The Fame Monster edición USB |                                                                |          |  |
| N.º                          | Título                                                         | Duración |  |
| 1.                           | «Bad Romance»                                                  | 4:54     |  |
| 2.                           | «Alejandro»                                                    | 4:34     |  |
| 3.                           | «Monster»                                                      | 4:10     |  |
| 4.                           | «Speechless»                                                   | 4:31     |  |
| 5.                           | «Dance in the Dark»                                            | 4:49     |  |
| 6.                           | «Telephone»                                                    | 3:41     |  |
| 7.                           | «So Happy I Could Die»                                         | 3:55     |  |
| 8.                           | «Teeth»                                                        | 3:41     |  |
| 9.                           | «Bad Romance» (Starsmith Remix)                                | 4:55     |  |
| 10.                          | «Telephone» (Passion Pit Remix)                                | 5:12     |  |
| 11.                          | «Paparazzi» (Demolition Crew Remix)                            | 3:55     |  |
| 12.                          | «Just Dance» (Deewaan Remix)                                   | 4:18     |  |
| 13.                          | «LoveGame» (Robots to Mars Remix)                              | 3:13     |  |
| 14.                          | «Eh, Eh (Nothing Else I Can Say)» (Frankmusik Remix)           | 3:47     |  |
| 15.                          | «Poker Face» (Versión acústica live from the Cherrytree House) | 3:38     |  |
| 16.                          | «Bad Romance» (Grum Remix)                                     | 4:50     |  |
| 17.                          | «Telephone» (con Beyoncé) (Alphabeat Remix)                    | 4:48     |  |
| 18.                          | «Just Dance» (con Colby O'Donis) (Vídeo musical)               | 4:01     |  |
| 19.                          | «Poker Face» (Vídeo musical)                                   | 3:57     |  |
| 20.                          | «LoveGame» (Vídeo musical)                                     | 3:35     |  |
| 21.                          | «Eh, Eh (Nothing Else I Can Say)» (Vídeo musical)              | 3:03     |  |
| 22.                          | «Beautiful, Dirty, Rich» (Vídeo musical)                       | 3:03     |  |
| 23.                          | «Paparazzi» (Vídeo musical)                                    | 7:45     |  |
| 24.                          | «Bad Romance» (Vídeo musical)                                  | 5:13     |  |
| 25.                          | «Telephone» (con Beyoncé) (Vídeo musical)                      | 9:31     |  |

- Video EP

| The Fame Monster: Video EP |                                                 |              |               |          |  |
| N.º                        | Título                                          | Escritor(es) | Productor(es) | Duración |  |
| 1.                         | «Just Dance»                                    |              |               | 4:06     |  |
| 2.                         | «Poker Face»                                    |              |               | 3:40     |  |
| 3.                         | «Paparazzi»                                     |              |               | 7:43     |  |
| 4.                         | «LoveGame»                                      |              |               | 3:43     |  |
| 5.                         | «Eh, Eh (Nothing Else I Can Say)»               |              |               | 3:03     |  |
| 6.                         | «Bad Romance»                                   |              |               | 5:14     |  |
| 7.                         | «Telephone» ((Versión explícita) (con Beyoncé)) |              |               | 9:27     |  |

Notas
- «*» indica coproductor de la canción
- La edición limitada no contiene ningún bonus track.[158] En algunas ediciones la canción "I Like It Rough", se encuentra como la cuarta canción.[159]

## Posicionamiento en listas

### Semanales
| Alemania          | German Albums Chart        | 1  |
| Argentina         | Argentinian Albums Chart   | 4  |
| Australia         | Australian Albums Chart    | 1  |
| Austria           | Austrian Albums Chart      | 2  |
| Brasil            | Brazilian Albums Chart     | 3  |
| Bélgica (Flandes) | Belgium Albums Chart       | 1  |
| Bélgica (Valonia) | Belgium Albums Chart       | 5  |
| Canadá            | Canadian Albums Chart      | 2  |
| Dinamarca         | Danish Albums Chart        | 2  |
| España            | Spanish Albums Chart       | 3  |
| Estados Unidos    | US Billboard 200           | 5  |
| Estados Unidos    | US Dance/Electronic Albums | 1  |
| Finlandia         | Finnish Albums Chart       | 1  |
| Hungría           | Hungarian Albums Chart     | 2  |
| Irlanda           | Irish Albums Chart         | 1  |
| Italia            | Italian Albums Chart       | 2  |
| Japón             | Japanese Albums Chart      | 2  |
| México            | Mexican Albums Chart       | 2  |
| Noruega           | Norwegian Albums Chart     | 8  |
| Nueva Zelanda     | New Zealand Albums Chart   | 1  |
| Países Bajos      | Dutch Albums Chart         | 4  |
| Polonia           | Polish Albums Chart        | 1  |
| Reino Unido       | UK Albums Chart            | 1  |
| República Checa   | Czech Albums Chart         | 3  |
| Rusia             | Russian Albums Chart       | 3  |
| Suecia            | Swedish Albums Chart       | 2  |
| Suiza             | Swiss Albums Chart         | 1  |
| Europa            | European Top 100 Albums    | 13 |
| Uruguay           | Uruguayan Top 10 Albums    | 5  |

### Certificaciones
| País           | Organismo certificador | Certificación | Ventas certificadas | Simbolización | Ref.    |
| -------------- | ---------------------- | ------------- | ------------------- | ------------- | ------- |
| Australia      | ARIA                   | 3× Platino    | 210.000             | 3▲            | [ 59 ]  |
| Bélgica        | BEA                    | 2× Platino    | 60.000              | 2▲            | [ 168 ] |
| Brasil         | ABPD                   | 2× Platino    | 80.000              | 2▲            | [ 169 ] |
| Dinamarca      | IFPI — Dinamarca       | Platino       | 20.000              | ▲             | [ 170 ] |
| Estados Unidos | RIAA                   | 5× Platino    | 5.000.000           | 5▲            | [ 38 ]  |
| Finlandia      | IFPI — Finlandia       | Platino       | 20.000              | ▲             | [ 171 ] |
| Francia        | SNEP                   | 2× Platino    | 200.000             | 2▲            | [ 172 ] |
| GCC            | GCC                    | Oro           | 3.000               | ●             | [ 173 ] |
| Hungría        | Mahasz                 | 2× Platino    | 12.000              | 2▲            | [ 174 ] |
| Indonesia      | ASIRI                  | 5× Platino    | 375.000             | 5▲            | [ 175 ] |
| Irlanda        | IRMA                   | 9× Platino    | 135.000             | 9▲            | [ 176 ] |
| Italia         | FIMI                   | Multiplatino  | —                   | —             | [ 177 ] |
| Nueva Zelanda  | RIANZ                  | 5× Platino    | 75.000              | 5▲            | [ 60 ]  |
| Japón          | RIAJ                   | 2× Platino    | 500.000             | 2▲            | [ 178 ] |
| Polonia        | ZPAV                   | Diamante      | 100.000             | —             | [ 179 ] |
| Rusia          | NFPP                   | 4× Platino    | 40.000              | 4▲            | [ 180 ] |
| Suecia         | IFPI — Suecia          | Platino       | 40.000              | ▲             | [ 181 ] |
| Europa         | IFPI                   | 3× Platino    | 3.000.000           | 3▲            | [ 182 ] |

### Anuales
| Australia | Australian Albums Chart | 59 |
| Dinamarca | Danish Albums Chart     | 28 |
| Irlanda   | Irish Albums Chart      | 3  |
| Suecia    | Swedish Albums Chart    | 90 |

| Estados Unidos | US Billboard 200          | 13 |
| Japón          | Japan Oricon Albums Chart | 14 |

## Premios y nominaciones
The Fame Monster fue nominado en distintas ceremonias de premiación. A continuación, una lista con algunas de las candidaturas que obtuvo el álbum:
| Año  | Ceremonia de premiación          | Premio                   | Resultado |
| ---- | -------------------------------- | ------------------------ | --------- |
| 2010 | International Dance Music Awards | Mejor álbum              | Nominado  |
| 2010 | iTunes Awards UK                 | Mejor álbum              | Ganador   |
| 2010 | iTunes Awards France             | Mejor álbum              | Ganador   |
| 2010 | iTunes Awards Italy              | Mejor álbum              | Nominado  |
| 2010 | iTunes Awards German             | Mejor álbum              | Nominado  |
| 2010 | Meteor Music Awards              | Mejor álbum              | Nominado  |
| 2010 | Premios OYE!                     | Mejor álbum              | Ganador   |
| 2010 | StarShine Magazine Music Awards  | Mejor álbum              | Nominado  |
| 2010 | Teen Choice Awards               | Mejor álbum pop          | Nominado  |
| 2011 | Grammy Awards                    | Álbum del año            | Nominado  |
| 2011 | Grammy Awards                    | Mejor álbum vocal de pop | Ganador   |

## Historial de lanzamientos
| País           | Fecha                   | Formato               | Edición                      | Ref.            |
| -------------- | ----------------------- | --------------------- | ---------------------------- | --------------- |
| Japón          | 18 de noviembre de 2009 | CD y descarga digital | Deluxe                       | [ 198 ]         |
| Bélgica        | 18 de noviembre de 2009 | CD y descarga digital | Deluxe                       | [ 199 ]         |
| Dinamarca      | 18 de noviembre de 2009 | CD y descarga digital | Deluxe                       | [ 200 ]         |
| España         | 18 de noviembre de 2009 | CD y descarga digital | Deluxe                       | [ 201 ]         |
| Francia        | 18 de noviembre de 2009 | CD y descarga digital | Deluxe                       | [ 202 ]         |
| Italia         | 18 de noviembre de 2009 | CD y descarga digital | Deluxe                       | [ 203 ]         |
| Países Bajos   | 18 de noviembre de 2009 | CD y descarga digital | Deluxe                       | [ 204 ]         |
| Australia      | 20 de noviembre de 2009 | CD y descarga digital | Estándar y limitada          | [ 205 ] [ 206 ] |
| Alemania       | 20 de noviembre de 2009 | CD y descarga digital | Estándar y deluxe            | [ 207 ] [ 208 ] |
| Italia         | 20 de noviembre de 2009 | CD y descarga digital | Estándar                     | [ 209 ]         |
| Francia        | 20 de noviembre de 2009 | CD y descarga digital | Estándar                     | [ 210 ]         |
| España         | 20 de noviembre de 2009 | CD y descarga digital | Estándar                     | [ 211 ]         |
| Nueva Zelanda  | 20 de noviembre de 2009 | CD y descarga digital | Estándar                     | [ 212 ]         |
| Irlanda        | 20 de noviembre de 2009 | CD y descarga digital | Deluxe                       | [ 213 ]         |
| Estados Unidos | 23 de noviembre de 2009 | CD y descarga digital | Deluxe                       | [ 214 ]         |
| Canadá         | 23 de noviembre de 2009 | CD y descarga digital | Deluxe                       | [ 215 ]         |
| Argentina      | 23 de noviembre de 2009 | CD y descarga digital | Deluxe                       | [ 216 ]         |
| Reino Unido    | 23 de noviembre de 2009 | CD y descarga digital | Deluxe                       | [ 217 ]         |
| Reino Unido    | 23 de noviembre de 2009 | CD y descarga digital | Estándar                     | [ 218 ]         |
| Estados Unidos | 28 de noviembre de 2009 | CD y descarga digital | Estándar                     | [ 219 ]         |
| Canadá         | 1 de diciembre de 2009  | CD y descarga digital | Estándar                     | [ 220 ]         |
| Estados Unidos | 15 de diciembre de 2009 | Box-set               | Limitada                     | [ 219 ]         |
| Estados Unidos | 15 de diciembre de 2009 | LP                    | Estándar                     | [ 219 ]         |
| Australia      | 18 de diciembre de 2009 | Descarga digital      | Estándar (versión explícita) | [ 221 ]         |
| Australia      | 21 de diciembre de 2009 | CD                    | Estándar (versión explícita) | [ 222 ]         |
| Estados Unidos | 26 de enero de 2010     | Descarga digital      | Estándar (versión explícita) | [ 223 ]         |
|                | 3 de mayo de 2010       | USB Drive             | Limitada (versión explícita) | [ 20 ]          |
| Italia         | 8 de junio de 2010      | CD                    | Limitada                     | [ 224 ]         |

## Créditos y personal
| - Productores: Lady Gaga, Darkchild, Fernando Garibay, RedOne, Ron Fair, Space Cowboy, Teddy Riley. - Ingenieros de audio: Eelco Bakker, Paul Foley, Tal Herzberg, Dan Parry, Christian Delano, Johnny Severin, Jonas Wetling, Frank Wolff. - Masterización: Mark Stent, Jack Joseph Puig, Robert Orton. | - Fotografía: Hedi Slimane - Dirección artística y diseño: Ianthe Zevos, Julian Peploe, Dyana Kass, Bobby Campbell, - Compositores: Lady Gaga, Beyoncé, RedOne, Space Cowboy, Fernando Garibay, Rodney Jerkins, LaShawn Daniels, Lazonate Franklin, Taja Riley. |

Fuente: Allmusic.